# NGC 4316
NGC 4316 ist eine Spiralgalaxie vom Hubble-Typ Sc mit aktivem Galaxienkern im Sternbild Jungfrau auf der Ekliptik. Sie ist schätzungsweise 53 Millionen Lichtjahre von der Milchstraße entfernt und hat einen Durchmesser von etwa 40.000 Lichtjahren. Die Galaxie wird unter der Katalognummer VVC 576 als Teil des Virgo-Galaxienhaufens gelistet.

Im selben Himmelsareal befinden sich unter anderem die Galaxien NGC 4307, IC 3211, IC 3255, IC 3274.
Die Typ-II-Supernova SN 2003bk wurde hier beobachtet.
Das Objekt wurde am 17. März 1882 von Wilhelm Tempel entdeckt.